# 金山镇 (大足区)
金山镇，是中华人民共和国重庆市大足区下辖的一个乡镇级行政单位。

## 歷史沿革[2][3]
宣統二年析萬古鎮地置大堡鄉，歷民國相沿。1958年建公社。1984年更名金山鄉。1985年轄13村1居委。1993年建鎮。2003年並村：並水井入水口村，金河入磨盤村，石柱入紅旗村，石河入天河村，新河入金山村，六合入火花村。團豐及街村仍舊。轄7村1社區。2011年仍轄7村1社區，境域無變。
- 舊金山鄉（13）：水井村、水口村、金河村、磨盤村、石柱村、紅旗村、天河村、石河村、六合村、金山村、新河村、火花村、團豐村

## 行政区划
金山镇下辖以下地区：
街村社区、水口村、磨盘村、红旗村、天河村、金山村、火花村和团丰村。

### 2003年調整的區劃[5]
- 一、將原水井村、水口村合併為一個村，名為水口村；
- 二、將原金河村、磨盤村合併為一個村，名為磨盤村；
- 三、將原石柱村、紅旗村合併為一個村，名為紅旗村；
- 四、將原石河村、天河村合併為一個村，名為天河村；
- 五、將原金山村、新河村合併為一個村，名為金山村；
- 六、將原火花村、六合村合併為一個村，名為火花村；
- 七、保留團豐村及原名；
- 八、保留街村居委，名為街村社區居委會。